# ЗиУ-682ГМ
ЗиУ-682ГМ — троллейбус типа ЗиУ-682Г, прошедший капитальный ремонт с заменой кузова на Московском троллейбусно-ремонтном заводе (МТрЗ). По своим техническим характеристикам в основном аналогичен модели ЗиУ-682Г-016 .  Фактически на заводе собирается новый троллейбус в новом кузове, с частичным использованием комплектующих от старых машин. Как правило, троллейбусы получают парковые номера старых машин. Основное их внешнее отличие от ЗиУ-682Г — плоская крыша.

## История
В конце 2003 года МТРЗ освоил модернизацию троллейбуса ЗиУ-682 до модификации ЗиУ-МТрЗ-682ГМ. За несколько месяцев был модернизирован 31 троллейбус.

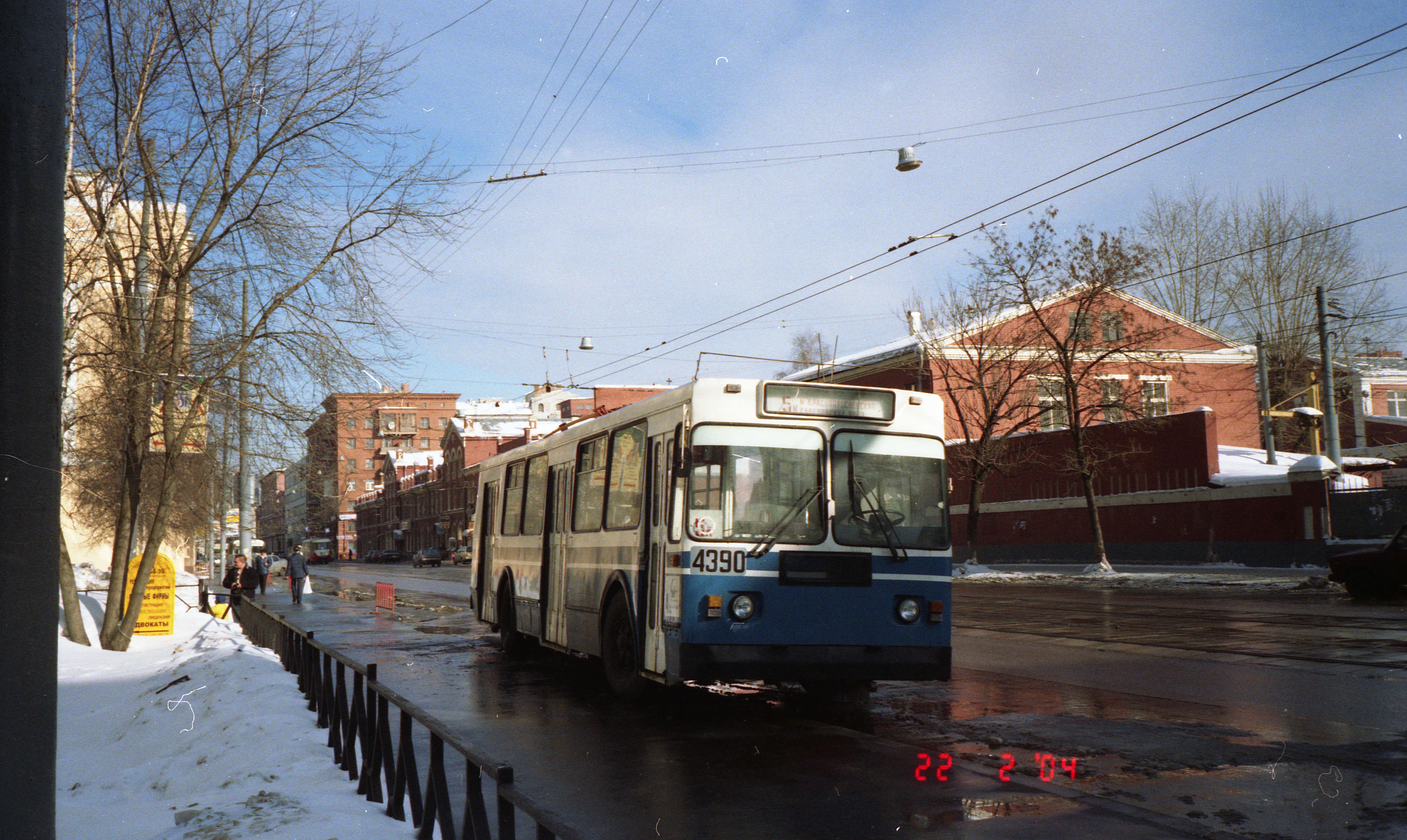
Троллейбус 2003 года, без ящика на крыше

 Летом 2004 года в парки стали приходить троллейбусы ЗиУ-МТрЗ-682ГМ1, отличающиеся от предыдущей модернизации электрооборудованием, вынесенным на крышу, и статическим преобразователем вместо мотор-генератора (благодаря чему был сокращен уровень шума в салоне троллейбуса). 

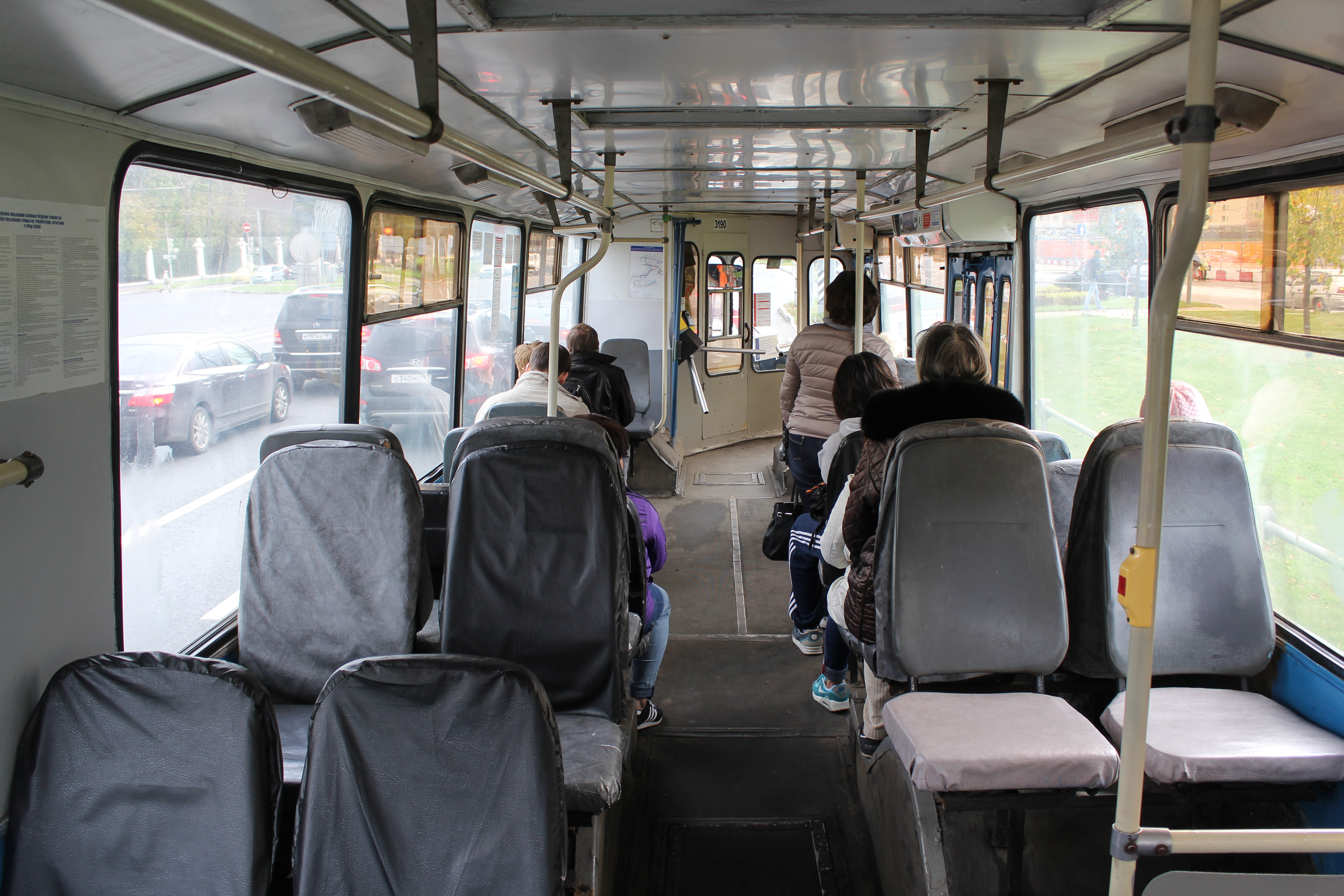
Салон

С начала 2005 года у некоторых АКСМ-101 после капитального ремонта остаётся прежней передняя часть кузова. С лета 2005 года троллейбус стал выпускаться с широкой передней дверью, что связано с адаптацией модели под работу с системой АСКП, а контакторная панель из кабины водителя была вынесена на заднюю площадку. Вследствие проведения данных мероприятий пассажировместимость таких троллейбусов уменьшилась на семь человек по сравнению с обычным ЗиУ-682Г-016. Двери ставились ширмовые, как у обычного ЗиУ-682. С января 2010 года все новые машины приходили с завода с обновленными «планетарными» пассажирскими дверьми собственного производства, аналогичными тем, что ставились ранее на башкирские троллейбусы БТЗ-5276-01. Первой такой машиной стала № 3237 Филёвского автобусно-троллейбусного парка г. Москвы.

## Эксплуатация
По состоянию на декабрь 2013 года был выпущен 471 троллейбус данной модели, дальнейшее производство было прекращено в связи с отсутствием спроса. До закрытия троллейбусного движения эксплуатировались в Москве, они эксплуатируются также в Йошкар-Оле, Костроме, Бендерах. Впоследствии многие машины позднее были переданы в регионы на безвозмездной основе. До 2010 года два троллейбуса модели ЗиУ-682ГМ эксплуатировались в Махачкале, в 2018-м город получил в дар от Москвы 12 троллейбусов модификации ЗиУ-682ГМ1, но часть из них в процессе транспортировки стала неремонтопригодной и была списана и передана на запчасти. С конца 2016 года в Москве начато массовое списание троллейбусов данной модели с параллельной заменой на автобусы в рамках ликвидации троллейбусного движения. В декабре 2018 года эксплуатация большей части троллейбусов ЗиУ-682ГМ1 в филиале «Центральный» прекращена после череды несчастных случаев, вызванных износом электрооборудования с последующей токоутечкой. Через несколько месяцев все отставленные от работы троллейбусы были списаны. Оставшиеся 15 машин ЗиУ-682ГМ1 продолжали работать в 8-м троллейбусном парке до октября 2019 года. Их эксплуатация завершилась после перераспределения оставшихся машин в троллейбусном секторе филиале «Северо-Восточный», ранее переоборудованного в электробусный парк. Некоторые из оставшихся в Москве ЗиУ-682ГМ1 ушли в Смоленск и Воронеж. В некоторых городах троллейбусы после передачи либо сразу списывались и отправлялись на утилизацию, либо работали весьма непродолжительное время.
ЗиУ-682ГМ1 стал последним в истории московского троллейбуса линейной моделью классического семейства на основе модели ЗиУ-9.

## Модификации
- ЗиУ-682 КВР МТРЗ — модернизированный троллейбус ЗиУ-682Г00 с заменённым электрооборудованием и обновлённым салоном. Выпущен в единственном экземпляре. Работал в Москве до ноября 2011 года.
- ЗиУ-682ВМ — модернизированные троллейбусы ЗиУ-682В-012 с заменённым кузовом и обновлённым салоном, электрооборудование позаимствовано от ЗиУ-682В-013. Работали в Москве до июля 2014 года.
- ЗиУ-682Г КР МТРЗ — троллейбусы ЗиУ-682Г со старым кузовом и электрооборудованием от ЗиУ-682В-013. Работали в Москве до декабря 2006 года.
- ЗиУ-682ГМ — модернизированные троллейбусы ЗиУ-682Г00, ЗиУ-682Г0A, ЗиУ-682Г0E с заменённым кузовом и обновлённым салоном. Часть электрооборудования на некоторых троллейбусах была неродной и заменялась на собственное в ходе модернизации. Работали в Москве до апреля 2014 года, единственный сохранившийся экземпляр работал в Йошкар-Оле до весны 2022 года. Списан осенью 2023 года.
- ЗиУ-682ГМ1 — модернизированные троллейбусы АКСМ-101А, АКСМ-101ПС, АКСМ-20101, БТЗ-5276-01, ВМЗ-170, ВМЗ-373, ВМЗ-5298.00, ВМЗ-5298.30АХ, ЗиУ-682ГН, ЗиУ-682Г0A, ЗиУ-682ГК, ЗиУ-682Г0Е, ЗиУ-682Г0М, ЗиУ-682Г0Н, ЗиУ-682Г0Р, ЗиУ-682ГП, ЗиУ-682Г-016.02, Тролза-5264.01 «Столица», Тролза-5275.05 «Оптима» с заменённым кузовом, вынесенным на крышу электрооборудованием и обновлённым салоном. Часть электрооборудования на некоторых троллейбусах была неродной и заменялась на собственное в ходе модернизации. Базовая модификация 2004 года (31 троллейбус) внешне не отличается от ЗиУ-682ГМ. Модификация 2006 года (189 троллейбусов) имеет незначительно удлинённый кузов и переднюю дверь стандартной ширины, контакторная панель вынесена в заднюю часть. Модификация 2010 года (152 троллейбуса) имеет планетарные двери от БТЗ. Работали в Москве до октября 2019 года. В регионах эксплуатируется с 2007 года.
- ЗиУ-682ГМ1 (с широкой передней дверью) — тоже самое что и ЗиУ-682ГМ1, но передняя дверь была широкой, выпускались с 2005 по 2013 годы (с 2010 имеют двери от БТЗ)